# كيفن إنغرام
كيفن إنغرام (بالإنجليزية: Kevin Ingram)‏ هو لاعب كرة قدم أمريكية أمريكي، ولد في 19 يونيو 1977.